# Jule Selbo
Jule Selbo est une scénariste, auteure et productrice américaine née le 11 janvier 1954 à Fargo au Dakota du Nord.

## Filmographie

### Scénariste
- 1985-1988 : Histoires de l'autre monde : 9 épisodes
- 1988 : Raising Miranda : 1 épisode
- 1988 : Annie McGuire : 1 épisode
- 1989-1990 : Monsters : 3 épisodes
- 1991 : Femmes sous haute surveillance
- 1991 : Flash : 1 épisode
- 1991 : A Dancer
- 1991 : Hard Promises
- 1993 : Johnny Bago : 1 épisode
- 1993 : Les Aventures du jeune Indiana Jones
- 1994 : Hercule et les Amazones
- 1994-1995 : Models Inc. : 5 épisodes
- 1995 : Les Aventures du jeune Indiana Jones : Le Trésor de l'œil du paon
- 1995 : Les Anges du bonheur
- 1996 : Space 2063 : 1 épisode
- 1996 : The Adventures of Sinbad : 1 épisode
- 1998-1999 : Melrose Place
- 1999 : Angela Anaconda : 1 épisode
- 2000 : À poil !
- 2001 : Cendrillon 2
- 2002 : Le Bossu de Notre-Dame 2
- 2008 : Le Secret de la Petite Sirène
- 2009 : Angelina Ballerina : 2 épisodes
- 2011 : Pound Puppies : 1 épisode

### Productrice
- 1984 : The Voyage of the Mimi
- 1994-1995 : Models Inc. : 28 épisodes
- 1995 : Les Anges du bonheur : 11 épisodes
- 1998-1999 : Melrose Place : 24 épisodes
- 2000-2001 : À poil ! : 130 épisodes
- 2006 : Beyond the Fence
- 2012 : Chemical 13

## Œuvres
- (en) Jule Selbo et Laura Peters, Pilgrim Girl: Diary and Recipes of Her First Year in the New World, Star Publish, 2005, 132 p. (ISBN 9781932993059).
- (en) Gardner's Guide to Screenplay: The Rewrite, Garth Gardner Company, Incorporated, 2008, 303 p. (ISBN 9781589650527).
- (en) Olivia Builds a House  (ill. Shane L. Johnson), Simon & Schuster, coll. « Olivia Ready-to-Read », 2012, 24 p. (ISBN 9781442453227).
- (en) Film Genre for the Screenwriter, Routledge, 2014, 324 p. (ISBN 9781317695684).
- (en) Screenplay: Building a Story through Character, Routledge, 2015, 296 p. (ISBN 9781317386964).
- (en) Piazza Carousel: A Florence Love Story, Dakota Incorporated, 2017, 326 p. (ISBN 9780692919255).
- (en) Dreams of Discovery: A Novel Based on the Life of the Explorer John Cabot, Barbera Foundation Incorporated, coll. « Mentoris Project », 2018, 314 p. (ISBN 9781947431164).
- (en) Find Me in Florence, Pandamoon Publishing, 2019, 260 p. (ISBN 9781950627233).
- (en) Breaking Barriers: A Novel Based on the Life of Laura Bassi, Barbera Foundation Incorporated, 2020, 316 p. (ISBN 9781947431294).